# Emmanuel Viérin
Emmanuel Viérin (Kortrijk, 30 juni 1869 - aldaar, 13 januari 1954) was een Belgische kunstschilder. Het werk van Emmanuel Viérin wordt dikwijls geassocieerd met de Belgische luministische strekking en met de werken van zijn tijdsgenoten Albert Baertsoen of Georges Buysse.
Hij was gedurende vele jaren ook directeur van de Academie voor Schone Kunsten en conservator van de stadsmusea van de stad Kortrijk (Museum van Archeologie en Decoratieve Kunsten, Museum van Schone Kunsten).

## Biografie
Emmanuel Viérin wordt geboren op 30 juni 1869 te Kortrijk als tweede zoon van vijf jongens. Zijn ouders baten een bloeiend bedrijf uit gespecialiseerd in de verwerking van stoffen waarmede Vlaamse kapmantels werden gemaakt.
Heel vroeg was zijn passie schilderen en tekenen, verlangen die hij waarschijnlijk van zijn vader, Constant Viérin erfde. Als artiest en fervente kunstliefhebber nam hij zijn zoon dikwijls mee naar musea en tentoonstellingen in Kortrijk.
Op 15-jarige leeftijd verlaat hij de school en wordt hij leerling in de Academie voor Tekenen en Schilderen in Kortrijk.
Zijn verdere opleiding vervolgt hij in de Koninklijke Academie van Antwerpen waar hij de lessen van landschapsschilder Joseph Coosemans volgt.
In 1894 maakt hij een studiereis naar Algerië (Constantine en Biskra). Hij verbleef er meer dan zes maanden en ontmoette er ook de schrijver André Gide.
In 1896 huwt Emmanuel Viérin Marguerite Bataille uit Duinkerke. Zij wonen in Kortrijk en krijgen er zeven kinderen. Gedurende meerdere jaren wonen ze in een huis ontworpen door zijn jongere broer Joseph. Deze gerenommeerde architect werd na de Eerste Wereldoorlog verantwoordelijk voor de wederopbouw van Nieuwpoort en Diksmuide.

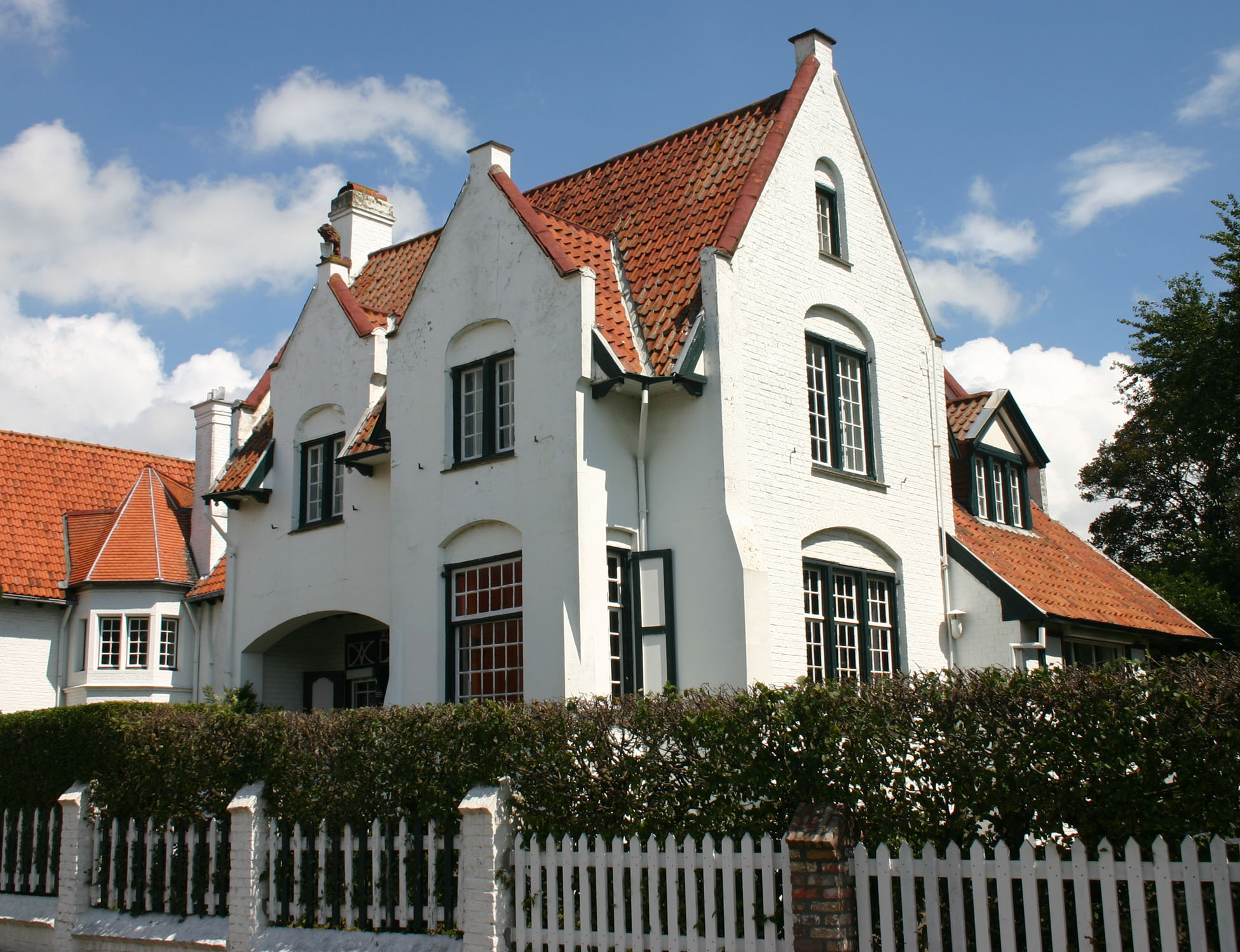
Villa Ter Wilgen, Duinbergen

Op vraag van het koppel tekent zijn broer Joseph in 1910 een van de eerste villa’s in Duinbergen.
Het kreeg de naam “Ter Wilgen” en staat nog altijd op nummer 8, Meeuwendreef. (Het werd in 2009 geklasseerd en opgenomen in het architecturale patrimonium van de Vlaamse Regio).
Aangetrokken door de Noordzee, verblijft de schilder in de zomer op dat adres. Zo kan hij gemakkelijk de kuststreek verkennen en veel werken schilderen.
In 1914 bij het uitbreken van de oorlog en bij het horen over de eerste wreedheden op de bevolking verlaat Emmanuel België en vestigt zich met de ganse familie in Zeeland, een Nederlandse provincie in het zuidwesten. De ganse oorlogsperiode verblijft hij op het eiland Walcheren, eerst in Oostkapelle, een dorpje bij Domburg, en later in Domburg zelf.

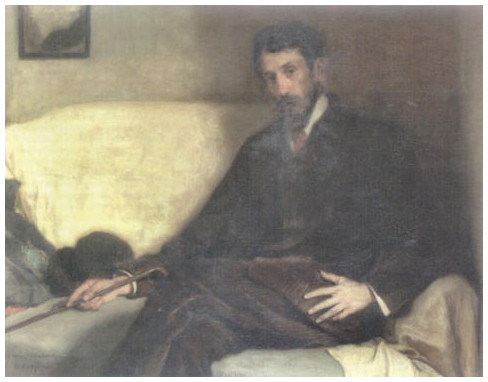
Portret van Emmanuel Viérin door Frans Van Holder (1907)

Het interbellum is een gelukkige periode voor Emmanuel Viérin. Het koppel verhuist naar een nieuwe moderne villa getekend door hun zoon Pierre. Op de muren van de woning worden schilderijen van zijn vrienden tentoon gesteld: Albert Baertsoen, Hubert Bellis, Firmin Baes en ook Frans Van Holder. De schilder heeft er een ruime atelier met uitzicht op de grote tuin. Deze jaren, omringd met tal van vrienden waaronder de schrijver Stijn Streuvels, de schilder Isidoor Opsomers of nog de aannemer Jozef Decoene, zijn de belangrijkste voor zijn oeuvre.
Gelijktijdig met zijn schilderscarrière is hij een centrale figuur in het Kortrijkse cultuurleven: directeur van de Academie voor Schone Kunsten tot 1938, conservator sinds 1920 van het Museum van Archeologie en Decoratieve Kunsten alsook van het Museum van Schone Kunsten. Hij wordt in 1947 chef-conservator van dat museum.
Tijdens de Tweede Wereldoorlog wordt zijn huis bezet door de Duitsers. In 1944 wordt het volledig vernietigd bij een bombardement door de Geallieerden (na de oorlog wordt op dezelfde plaats een nieuwe woning gebouwd).
Zijn vrouw Marguerite sterft in 1951.
Emmanuel Viérin overlijdt drie jaar later te Kortrijk op 13 januari 1954.

## Zijn werk
De eerste werken van Emmanuel Viérin kunnen als realistisch beschreven worden. Tot midden 1890 stemde zijn stijl, beïnvloed door zijn opleiding bij de landschapsschilder Joseph Coosemans, overeen met wat algemeen toen gangbaar was en voortkwam uit het realisme van de scholen van Barbizon en Tervuren.
Zoals vele jonge artiesten van toen evolueerde hij (rond midden 1890) naar het luminisme, een artistieke stijl beïnvloed door het Franse impressionisme. Op het einde van de 19de eeuw was deze stijl zeer in de mode bij de Belgische kunstenaars. Gedurende die jaren kende Emile Claus, als hoofdrol speler, in die jaren een aanzienlijk succes bij het publiek en de recensenten. Niettegenstaande een leeftijdsverschil van twintig jaar onderhield Emile Claus een hartelijke relatie met de jonge Kortrijkse schilder. Hij stimuleerde hem om in het bijzonder de Vlaamse kust te ontdekken en er de landschappen en het licht te schilderen.

Het werk van Emmanuel Viérin bevat bepaalde elementen van het luminisme beoefend door Emile Claus, de schilder van de Leie en zijn leerlingen. De verschillen in artistieke benadering van Emmanuel Viérin worden beschreven in de definitie van Johan De Smet, conservator van het Museum van Schone Kunsten van Gent :
“Tegenover hun heldere en enthousiaste schilderstijl stelde hij een doordachte kijk voorop dat nauw aanleunt bijvoorbeeld bij het actuele intimisme van Albert Baertsoen maar ook bij Georges Buysse, Omer Coppens en Théodore Verstraete. Hun voorkeur voor de melancholische landschappen en stadstaferelen bewerkt met gedempte kleuren maakt van hen geen echte impressionisten. Hun werken zijn vredig en ook intiemer. Zij waren de protagonisten van een intimisme op zoek naar de essentie van de dingen. Zij ontdeden de werkelijkheid van de vernislaag en groeven verder dan het oppervlakkig licht dat kleur aan de objecten verleende. Hun wereld was contemplatief, melancholisch, teruggetrokken.”
De artiest behandelt hoofdzakelijk landschappen. Zijn oeuvre bestaat hoofdzakelijk uit Vlaamse begijnhoven (Kortrijk, Brugge, Diksmuide, …), zeezichten, strand en duinen alsook de landelijke (molens, hoeven, rivieren …) en stedelijke taferelen. De menselijke activiteiten komen praktisch niet voor in zijn werk tenzij een zeldzame keer als een zeer discrete aanwezigheid. Dikwijls schilderde Emmanuel Viérin een zelfde thema op verschillende uren van de dag (zelfs soms bij valavond) of bij andere seizoenen. Dit deed hij met de begijnhoven van Kortrijk en Brugge, die hij dikwijls schilderde, maar ook met de kerk van Steenkerke in de buurt van Veurne en ook de molens van Snaaskerke en Heule.
Na de Eerste Wereldoorlog tot op het einde van zijn schilderscarrière bleef hij trouw aan zijn stijl waardoor hij vanaf de jaren twintig zich verwijderde van de avant-gardistische strekking gedomineerd door het modernisme (expressionisme, abstracte kunst, …).

Maar tot op het einde van zijn leven behield hij de interesse van het publiek en de verzamelaars.

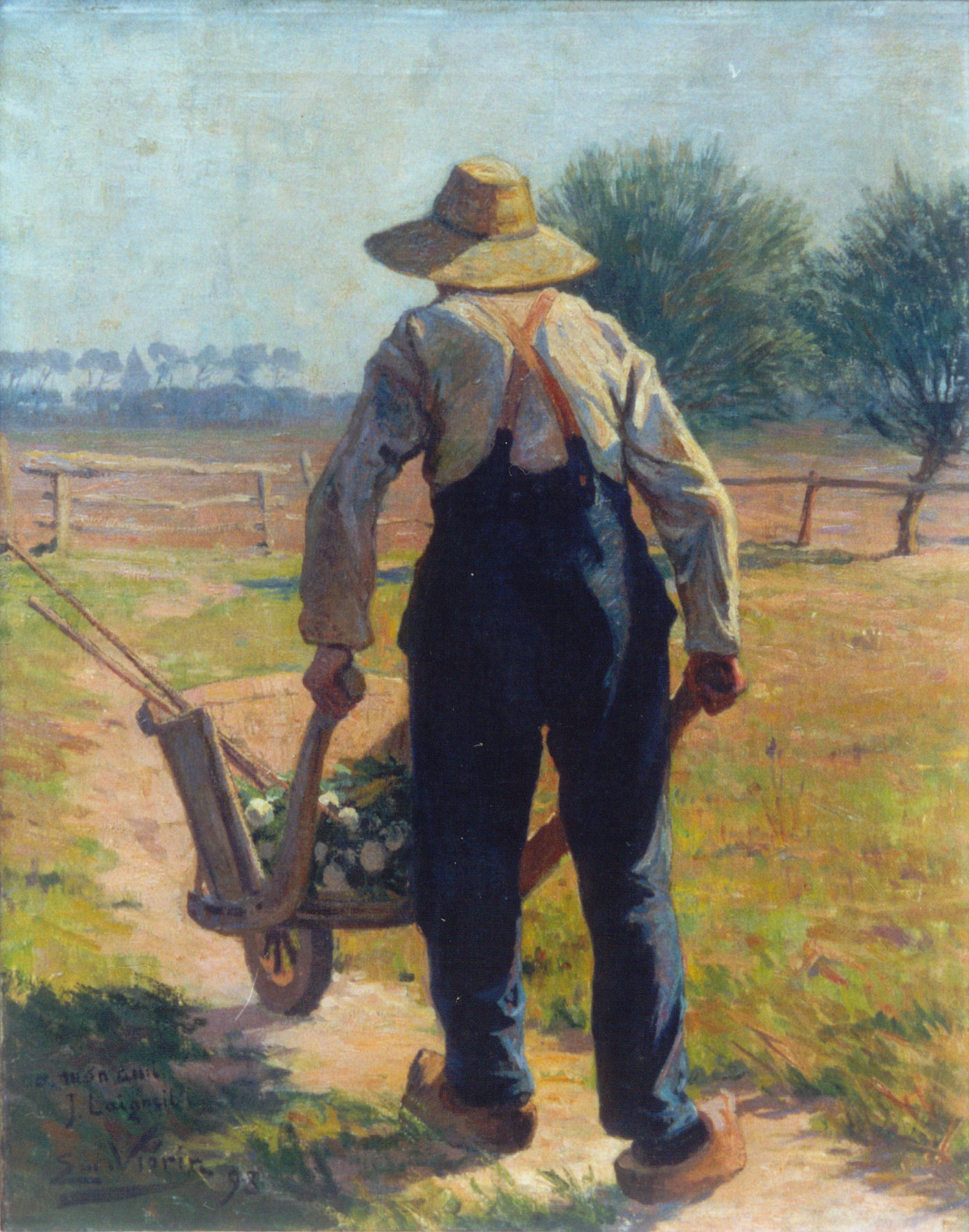
Boer met kruiwagen (1893)
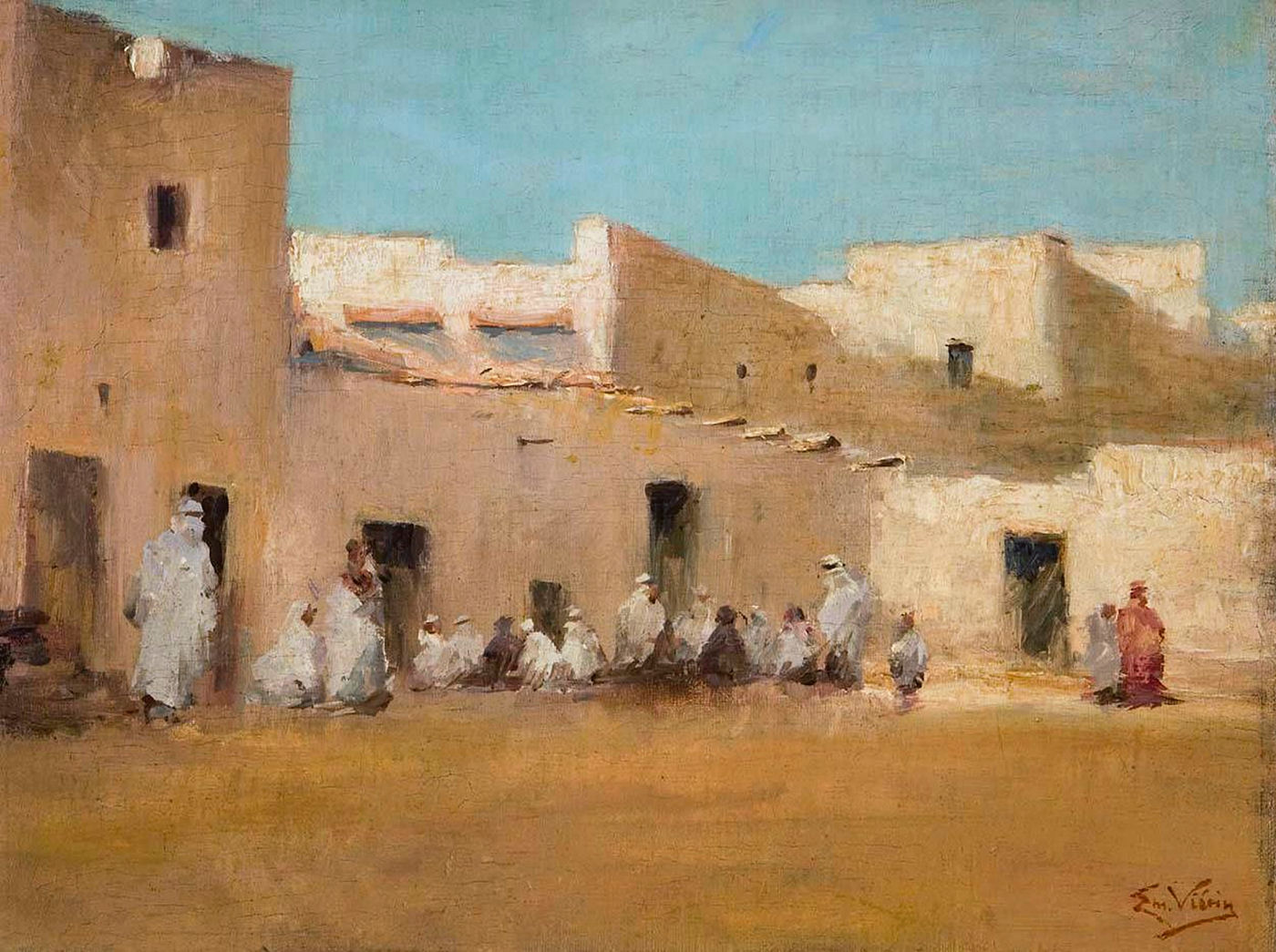
Palabre (1895)
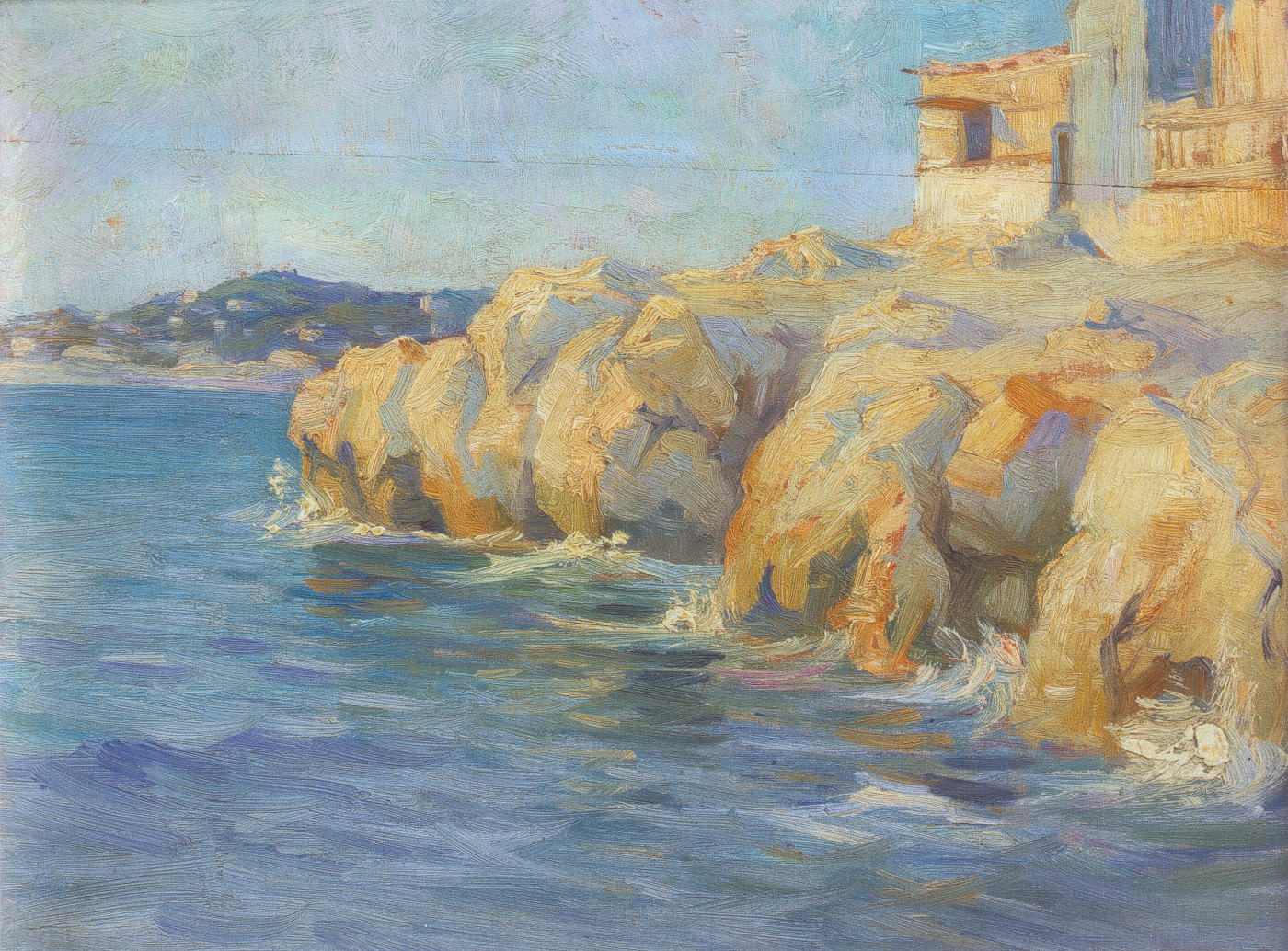
Rotsen Madrague (1896)
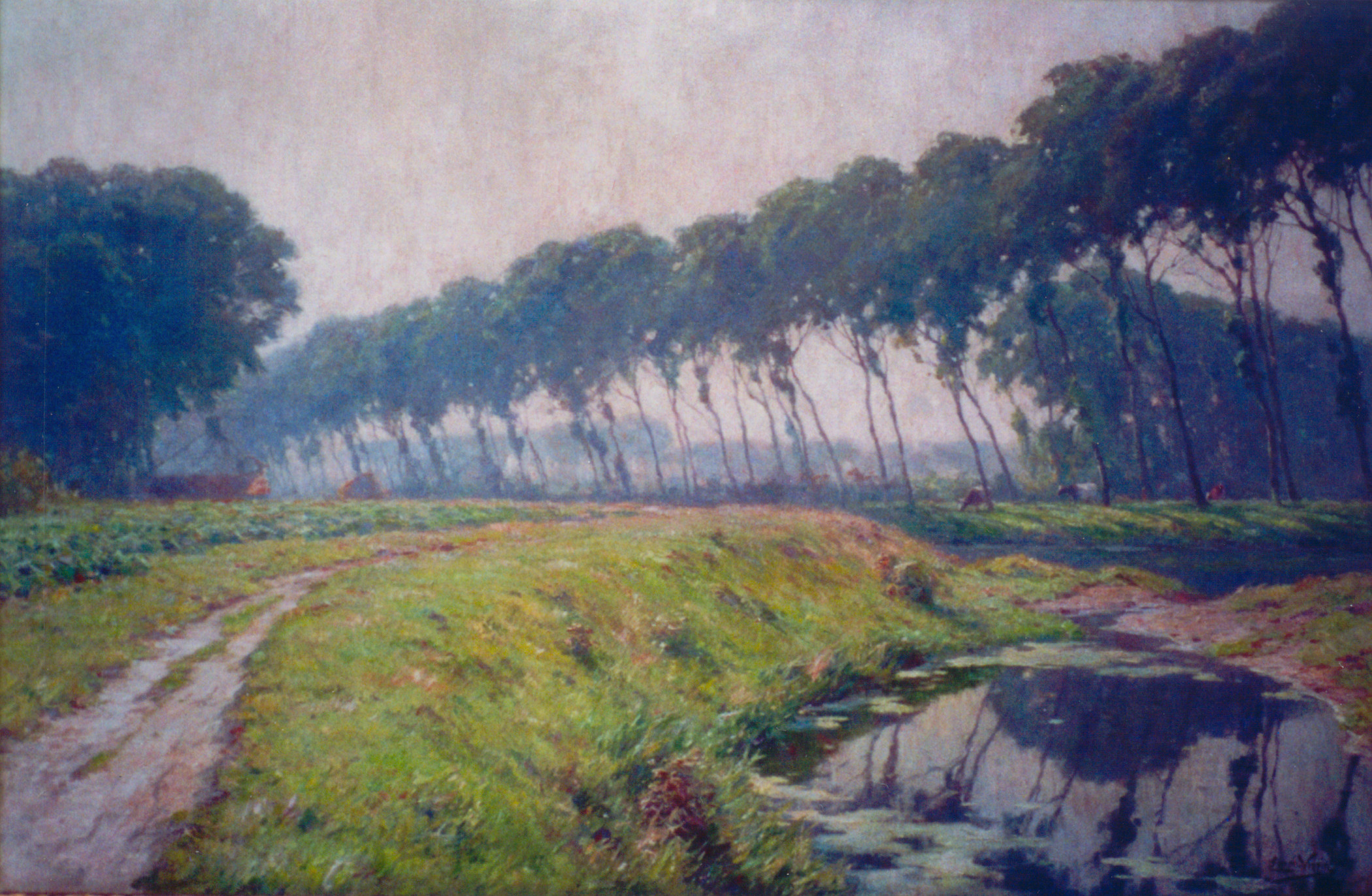
Strobrugge (1910)
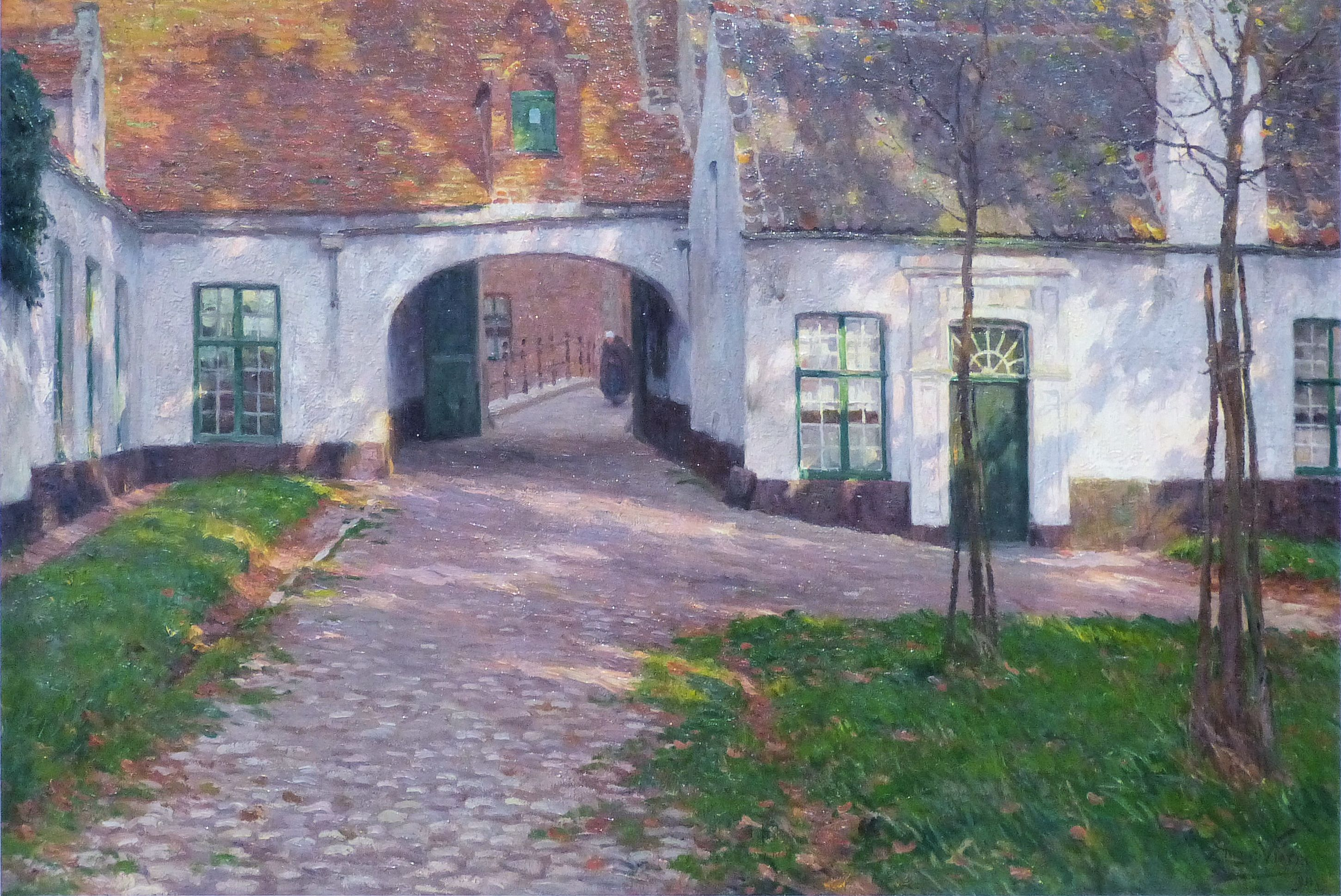
Inkom begijnhof Brugge (1911)
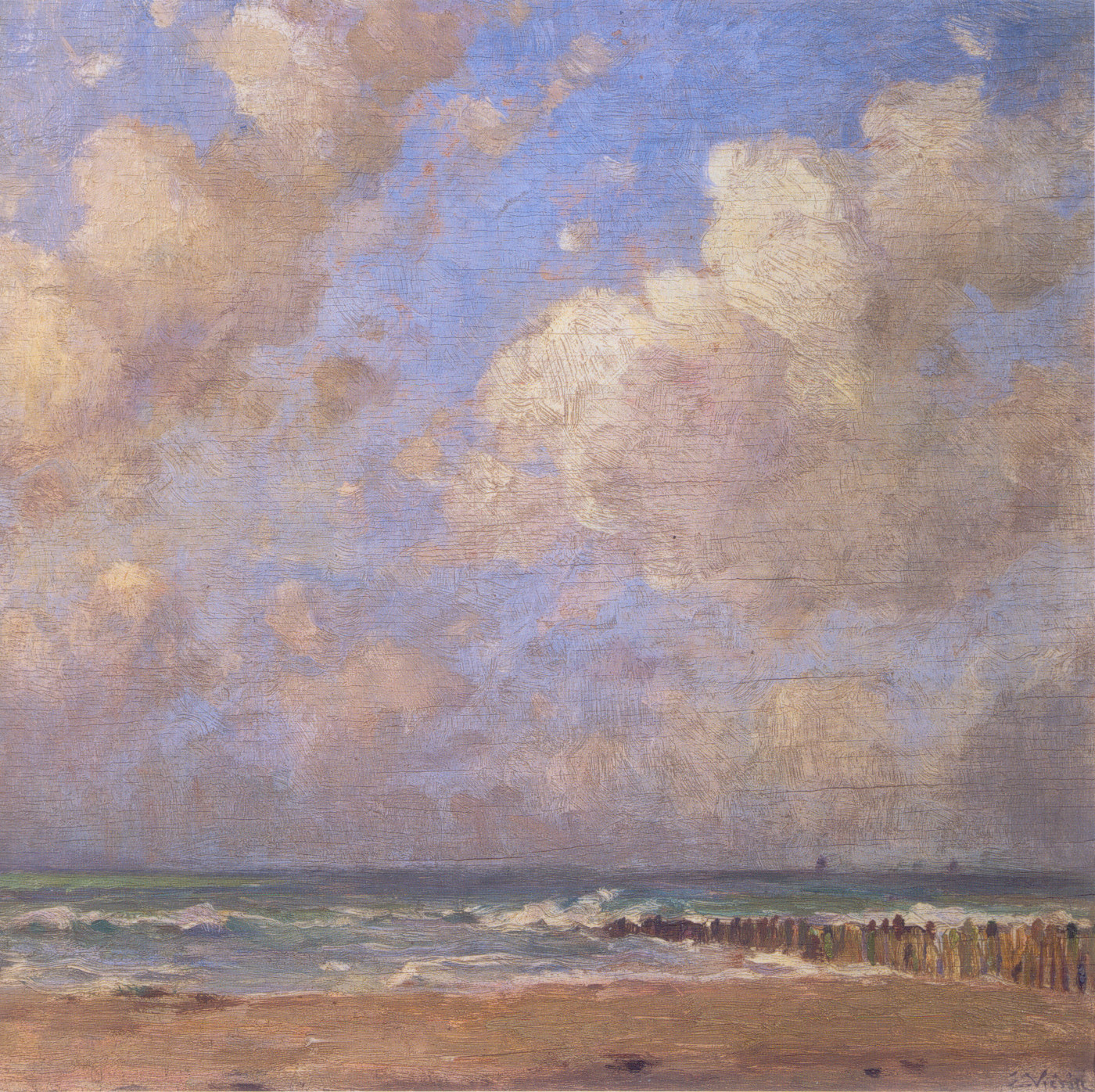
Zonnig zeezicht, Domburg (1917)
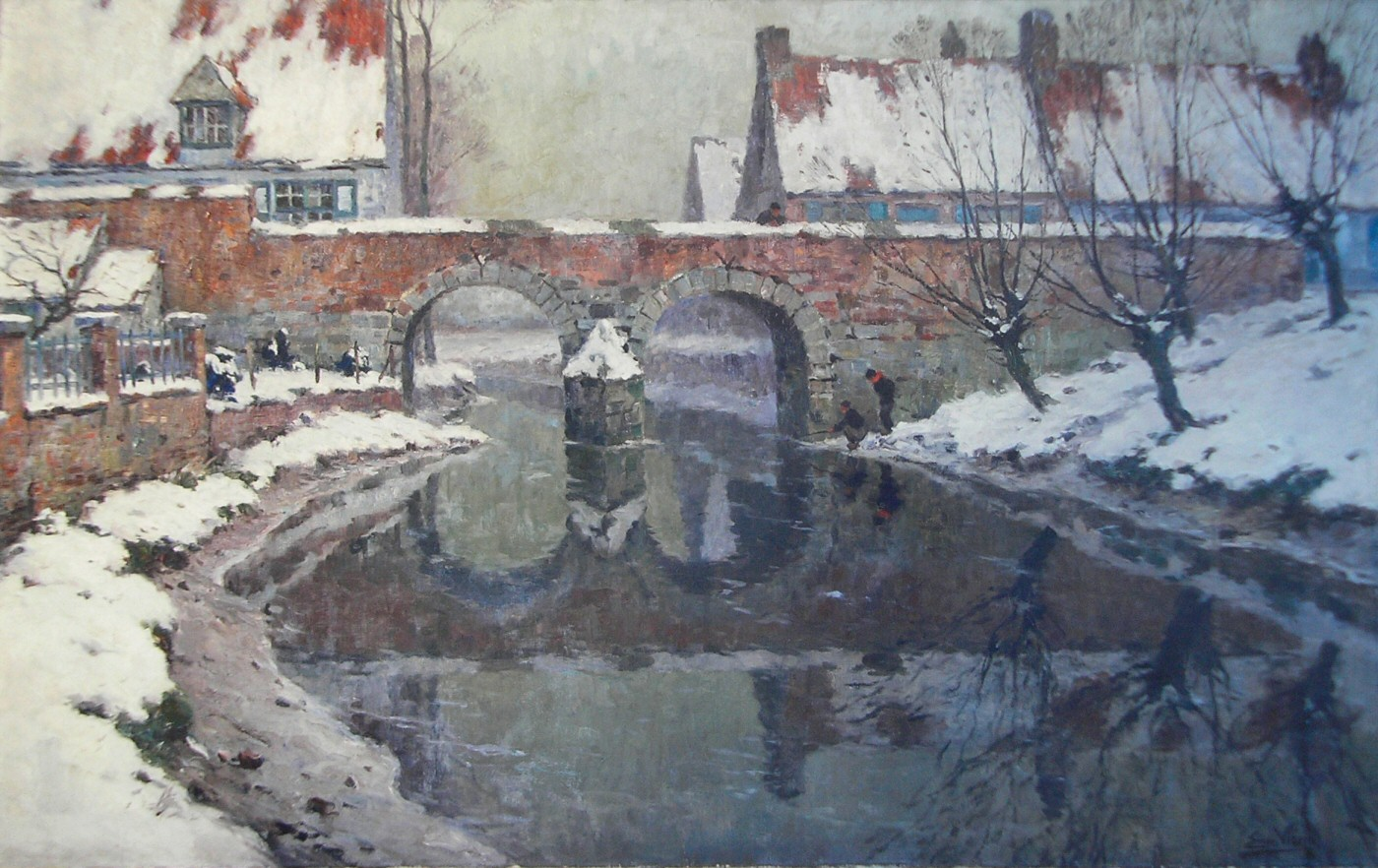
Watermolen Heule (1930)
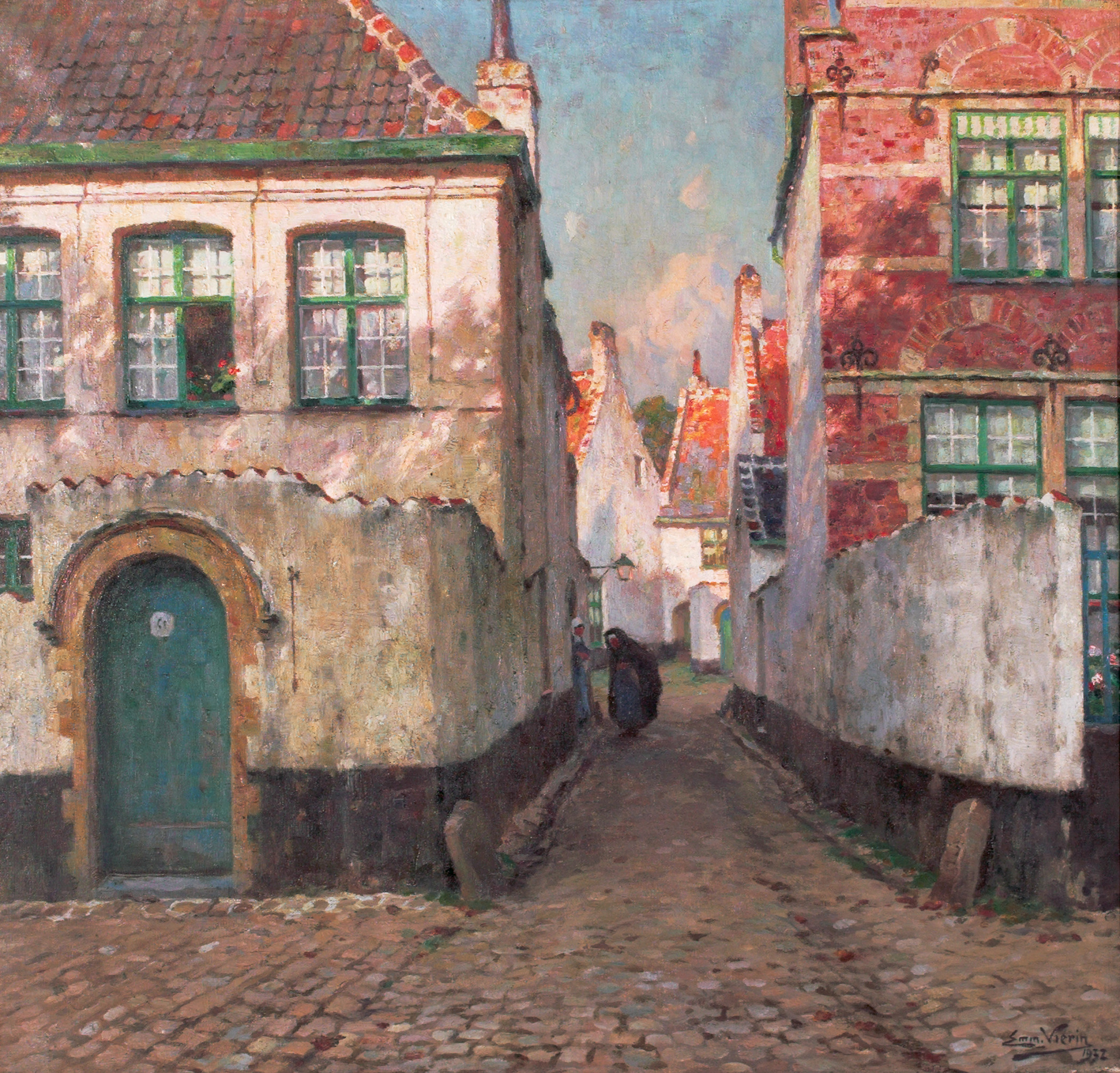
Begijnhof Kortrijk (1932)

De gedocumenteerde catalogus van het oeuvre van de schilder is vrij raadpleegbaar op het internet. De site wordt permanent door de associatie “Emmanuel Viérin 1869-1954” bijgewerkt en dekt werken van 1887 tot 1954. Er zijn tot nu toe 442 werken opgenomen.

## Tentoonstellingen

### In België
Tijdens zijn ganse carrière heeft Emmanuel Viérin aan tal van individuele- als groepstentoonstellingen deel genomen (een uitgebreide lijst van de deelnames aan exposities is te vinden op de internetsite van de Associatie “Emmanuel Viérin 1869-1954”).
De eerste waaraan hij deelnam was in 1889 waar drie werken getoond werden op de expositie van de Schone Kunsten van de stad Spa.
Aansluitend daarop en tot aan de Eerste Wereldoorlog nam hij deel aan alle grote artistieke manifestaties op het Belgisch grondgebied. Hij stelde zijn werken systematisch tentoon op de drie-jaarlijkse Salons (Antwerpen, Brussel en Gent). Hij werd ook gevraagd om werken te tonen in de Kunsten Salons op de wereldtentoonstellingen van Luik (1905), Brussel (1910) en Gent (1913).
Naast deze grote officiële tentoonstellingen nam Emmanuel Viérin gelijktijdig ook deel aan vele exposities die georganiseerd werden door de toenmalige artistieke verenigingen: De Gentse Kunst en Literatuur Vereniging, de Brusselse artistieke vereniging “Pour l’Art” alsook de Antwerpse artistieke vereniging “Als ick kan”.

### In het buitenland
Voor de Eerste Wereldoorlog werd Emmanuel Viérin meerdere malen uitgenodigd om zijn werken te tonen in de Belgische sectie van grote internationale tentoonstellingen: in 1906 op de wereld tentoonstelling in Milaan maar ook op de Internationale Kunst Expositie in Barcelona (1907, 1910).
Tussen 1912 en 1914 werden schilderijen van Emmanuel Viérin tentoon gesteld op de “Annual International Exhibition of Painting” georganiseerd door het Carnegie Instituut in Pittsburgh.

### Tijdens de oorlog
Tijdens de Eerste Wereldoorlog verbleef Emmanuel Viérin in Nederland en nam er actief deel aan het cultureel leven van zijn gastland.
Hij toonde systematisch werken op de rondreizende tentoonstellingen ter promotie van de Belgische kunst in Nederland. Deze tentoonstellingen, onder impuls van de schilders Isidore Opsomer en Rodolphe Wytsman, vonden plaats onder ander in Amsterdam, Dordrecht, Den Haag, Eindhoven, Groningen, Nijmegen en Rotterdam.
In deze periode van ballingschap nam hij ook deel aan exposities (1916, 1917) die door Jan Toorop werden georganiseerd, samen met andere Belgische schilders zoals William Degouve de Nuncques of nog Jacques Bergmans.
Zijn werken waren ook te zien in Scandinavië dankzij de tussenkomsten van baron Adrien de Gerlache en in Groot-Brittannië dankzij Paul Lambotte.
Uit persoonlijke documenten van de artiest blijkt dat zijn werken succes hadden en dat hij gedurende de oorlog een vijftig tal werken heeft verkocht vooral in Nederland maar ook in Groot-Brittannië en Scandinavië.

### Tijdens het interbellum
Na de Grote Oorlog verminderde de interesse voor het luminisme en het intimisme. Hierdoor daalde de aanwezigheid van Emmanuel Viérin op nationale- en internationale avant-garde exposities geleidelijk.
Maar hij participeerde, tijdens deze periode, nog altijd in de officiële circuits en naam deel aan grote tentoonstellingen zowel in België als in het buitenland: Barcelona (1921), Buenos Aires (1927 en 1931), Gent (1922, 1929), Lissabon (1920), Londen (1930) en ook Luik (1921).
De laatste tentoonstelling waar hij aan deelnam was in zijn geboortestad Kortrijk.

### Hedendaagse erkenning
Samen met de gemeentelijke musea van de stad Kortrijk en de associatie “Emmanuel Viérin 1869-1954” werd in 2004 een grote retrospectieve tentoonstelling van zijn werken georganiseerd in de kapel van de Groeningeabdij.
Recentelijk werden ook werken tijdens thematische tentoonstellingen getoond in België en Nederland.
| Expositie                                                                            | Datum                        | Plaats                                    | Land   | Catalogus                                                      |
| ------------------------------------------------------------------------------------ | ---------------------------- | ----------------------------------------- | ------ | -------------------------------------------------------------- |
| Impressionisme te Knocke & Heist (1870-1914)                                         | November 2007 – januari 2008 | Scharpoord Cultuurcentrum Knokke-Heist    | België | Lannoy D. - Devinck F. - Thomas T., Stichting kunstboek, 2007. |
| Kunstenaars aan de Westkust – Van Nieuwpoort over Koksijde naar De Panne 1830 - 1975 | Juni-september 2011          | Cultuurhuis De Scharbiellie               | België | Sauwen R., Stichting kunstboek, 2011.                          |
| Van het atelier naar de kust - Knocke & Heyst 1880-1940                              | Oktober 2012 – januari 2013  | Scharpoord Cultuurcentrum Knokke-Heist    | België | Lannoy D. - Devinck F. - Thomas T., Stichting kunstboek, 2012. |
| Tijdelijk thuisland Belgische kunstenaars in Domburg 1914-1918                       | Juli – november 2014         | Marie Tak Van Poortvliet - Museum Domburg | NL     | Van Vloten F., De Factory, 2014.                               |

## Musea
Reeds voor de Eerste Wereldoorlog kon Emmanuel Viérin rekenen op de aandacht van musea. Het begon reeds in 1903 toen het Groeningemuseum in Brugge een werk kocht genoemd “De oude schuur” (1900) (80x118,5 cm). Vervolgens werden verschillende werken opgenomen in de collecties van gerenommeerde musea in België alsook in het buitenland. Onderstaande tabel, zonder volledig te zijn, geeft de aanwezigheid weer in de verschillende collecties.
| Groeningemuseum Brugge                                        | België    | De oude schuur (1900)                       | Gekocht in 1903 |
|                                                               |           | In het Begijnhof (1911)                     |                 |
| Museu Nacional d'Art de Catalunya                             | Spanje    | Begijnhof in Vlaanderen bij valavond (1905) | Gekocht in 1907 |
| Koninklijke Museum voor Schone Kunsten                        | België    | Heldere nacht (1920)                        | Gekocht in 1921 |
| Museum van Elsene                                             | België    | Markt van Nieuwpoort (1901)                 |                 |
|                                                               |           | Zicht op Damme (rond 1921)                  |                 |
| Stedelijk museum van Kortrijk                                 | België    | Begijnhof van Kortrijk                      |                 |
| La Piscine, Musée d’Art et d’Industrie André Diligent Roubaix | Frankrijk | Oever (1891)                                |                 |
| Museo d’Arte Moderna Udine                                    | Italië    | Zicht op Harelbeke (1906)                   |                 |
| Koninklijke Museum voor Schone Kunsten Antwerpen              | België    | De watermolen van Heule (1910)              |                 |

## Anekdotes
- In 1897 werd Emmanuel Viérin uitgenodigd om te zetelen in de jury van het pas opgerichte “Kunstverbond de Vlaanderen” waar hij mocht zetelen naast onder meer Emile Claus, Valerius De Saedeleer of nog Charles Doudelet.
- In 1906 wonnen Emmanuel Viérin en het atelier van Jozef De Coene de grote prijs van de Internationale Tentoonstelling van Milaan. De kunstenaar toonde geschilderde panelen geïntegreerd in een denkbeeldig Vlaams interieur ontworpen door De Coene.
- Emmanuel was een intieme vriend van de schrijver Stijn Streuvels. De schilder illustreerde meermaals werken van Streuvels zoals de luxe editie (250 exemplaren) van de eerste druk van “De Vlasschaard” (1907). Zij exploreerden samen verschillende streken van Vlaanderen en de Nederlanden en men vindt in de geschriften van de schrijver de landschappen die Emmanuel Viérin schilderde terug.

## Associatie Emmanuel Viérin 1869-1954
In 2002 werd de associatie “Emmanuel Viérin 1869-1954” opgericht met als doel de gedachtenis van de schilder levendig te houden.
Ter gelegenheid van de vijftigste verjaardag van het overlijden van Emmanuel Viérin, werd in 2004, in samenwerking met de gemeentelijke musea van Kortrijk, een grote retrospectieve tentoonstelling gehouden in de kapel van de Groeninge Abdij.
Het Mercator Fonds gaf voor deze gelegenheid een monografie uit van 192 pagina’s en 130 illustraties.
Aansluitend werd ook een internet site van de schilder opgestart waarop een zeer uitgebreide en gedocumenteerde catalogus staat van zijn werken.
De oplage van de monografie uit 2004 was zeer snel uitgeput. De associatie “Emmanuel Viérin 1869-1954” biedt aan de liefhebbers om alle teksten in het boek op de internet site te lezen.